# Suuri-Muje
Suuri-Muje är en sjö i Finland. Den ligger i kommunen Kaavi i landskapet Norra Savolax, i den centrala delen av landet, 400 km nordost om huvudstaden Helsingfors. Suuri-Muje ligger 130,9 meter över havet. I omgivningarna runt Suuri-Muje växer i huvudsak barrskog. Den är 16,91 meter djup. Arean är 62,1 hektar och strandlinjen är 7,31 kilometer lång. Sjön  ingår i Vuoksens huvudavrinningsområde. 